# Escuela del río Hudson

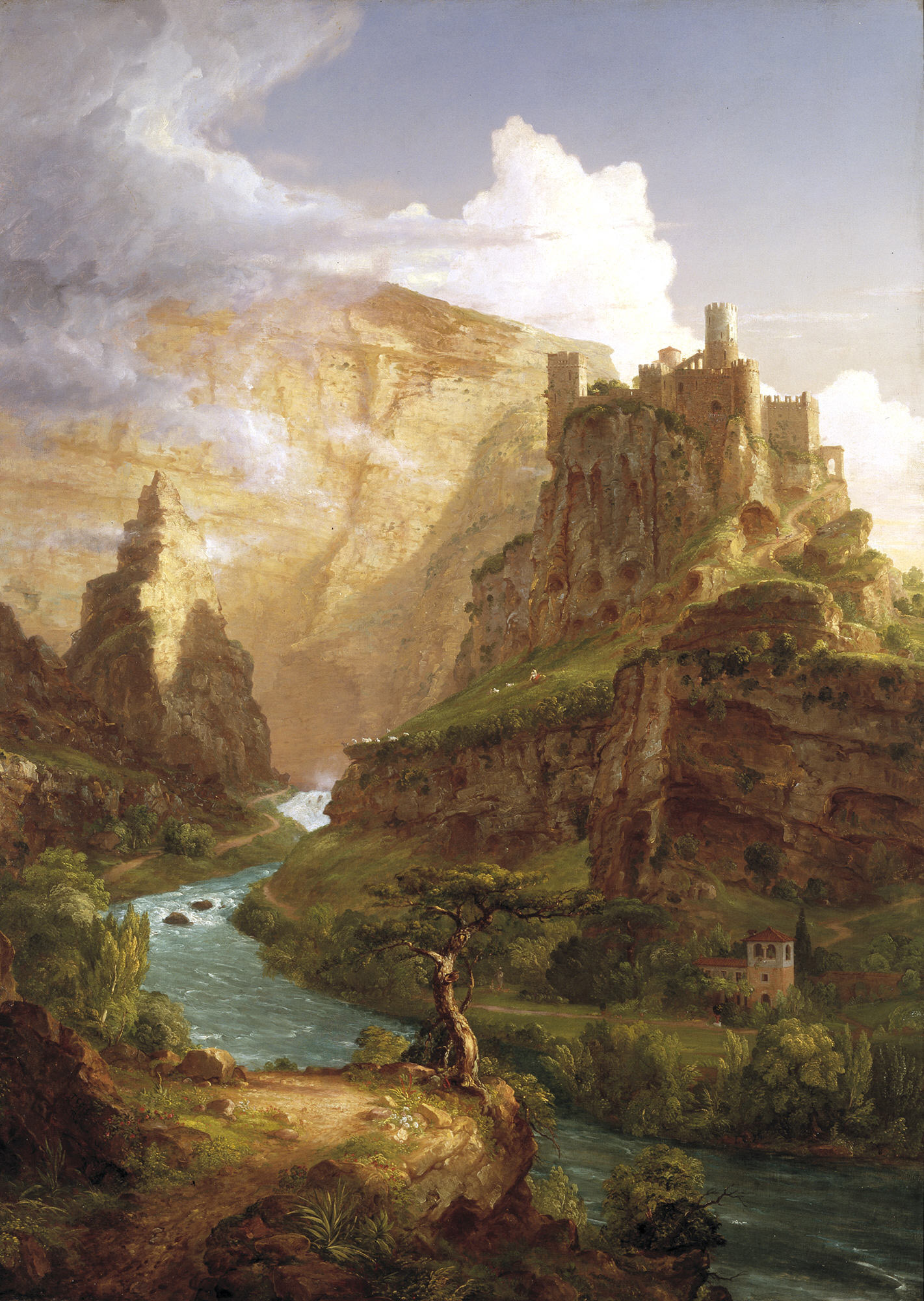
El manantial de Vaucluse (1841), de Thomas Cole, Museo de Arte de Dallas

Escuela del río Hudson (en inglés, Hudson River School) es la denominación que se da a un grupo de paisajistas estadounidense de mediados del siglo XIX (1825-1875), con una visión estética influida por el romanticismo. En ocasiones se engloba dentro del luminismo americano.
Tuvieron en común su admiración por lo grandioso y espectacular, la naturaleza salvaje y una importante dosis de orgullo patriótico («pintamos el país más hermoso del mundo» parecía ser su lema). Comenzaron con vistas panorámicas del río Hudson y el valle de Catskill, para extenderse luego a otras zonas como los Adirondack y las Montañas Blancas (que engendraron nuevas escuelas), llegando así hasta el Oeste de Estados Unidos con la Escuela de las Montañas Rocosas.

## Historia
Los iniciadores e impulsores de esta escuela fueron Thomas Cole, Asher Brown Durand y Thomas Doughty, quienes como Thomas Moran y Albert Bierstadt habían estudiado en Europa y tomado contacto con el estilo y la ideología de la escuela pictórica de Düsseldorf. Sin embargo —en opinión del erudito Ian Chilvers— se inspiraron en pintores ingleses como Turner y John Martin.
Por lo general, sus obras se basaban en composiciones ampulosas, con una línea del horizonte de gran profundidad y un cielo de aspecto velado, con unas atmósferas de fuerte expresividad. Su luz es serena y apacible, reflejo de un estado de ánimo de amor por la naturaleza, una naturaleza en buena medida en el Estados Unidos de la época virgen y paradisíaca, aún por explorar. Es una luz trascendente, de significado espiritual, cuyo resplandor transmite un mensaje de comunión con la naturaleza. Aunque utilizan una estructura y composición clásicas, el tratamiento de la luz es original por la infinidad de sutiles variaciones de la tonalidad, conseguidas a través de un minucioso estudio del medio natural de su país.
Algunos historiadores diferencian entre el luminismo puro y el paisajismo de la Escuela del Río Hudson: en el primero el paisaje —más centrado en la zona de Nueva Inglaterra— es de carácter más apacible, más anecdótico, con unas delicadas gradaciones tonales caracterizadas por una luz cristalina que parece emanar del lienzo, en pulcras pinceladas que parecen recrear la superficie de un espejo y en composiciones en las que el exceso de detallismo resulta irreal por su rectitud y geometrismo, lo que resulta en una idealización de la naturaleza. En cambio, el paisajismo del Río Hudson tendría una visión más cósmica y una predilección por una naturaleza más salvaje y grandilocuente, con efectos visuales más dramáticos. Cabe decir, pese a todo, que ninguno de los dos grupos aceptó nunca esas etiquetas.
Thomas Cole fue el pionero de la escuela. Inglés de nacimiento, uno de sus principales referentes fue Claudio de Lorena. Establecido en Nueva York en 1825, empejó a pintar paisajes de la zona del río Hudson, con el objetivo de lograr «un estilo elevado de paisaje» en el que el mensaje moral fuese equivalente al de la pintura de historia. Pintó también temas bíblicos, en los que la luz tiene un componente simbólico, como en su Expulsión del Jardín del Edén (1828, Museum of Fine Arts, Boston). Asher B. Durand era un poco mayor que Cole y, tras la muerte prematura de este, fue considerado el mejor paisajista americano de su tiempo. Grabador de oficio, desde 1837 se dedicó a la pintura de paisaje al natural, con una visión más íntima y pintoresca de la naturaleza que la alegórica de Cole.
Otros miembros relevantes fueron: Frederic Edwin Church, fue el primer discípulo de Cole, quien le transmitió su visión de una naturaleza majestuosa y exuberante, que reflejó en sus escenas del Oeste americano y del trópico sudamericano. Albert Bierstadt, de origen alemán, recibió la influencia de Turner, cuyos efectos atmosféricos se aprecian en obras como En las montañas de Sierra Nevada en California (1868, Museo Smithsoniano de Arte Americano, Washington D. C.), un lago entre montañas visto después de una tormenta, con los rayos de sol que atraviesan las nubes. Jasper Francis Cropsey aunó el efectismo panorámico de la Escuela del Río Hudson con el más sereno luminismo, con un estilo minucioso y algo teatral.

## Miembros importantes
- Albert Bierstadt
- William Mason Brown
- John William Casilear
- Frederic Edwin Church
- Thomas Cole
- Samuel Colman
- Jasper Francis Cropsey
- Thomas Doughty
- Robert S. Duncanson
- Asher Brown Durand
- Sanford Robinson Gifford
- James McDougal Hart
- William Hart
- William Stanley Haseltine
- Hermann Ottomar Herzog
- Thomas Hill
- David Johnson
- Jervis McEntee
- Thomas Moran
- Frederic Remington
- Robert Walter Weir
- Thomas Worthington Whittredge
- William Louis Sonntag Sr.

## Galería

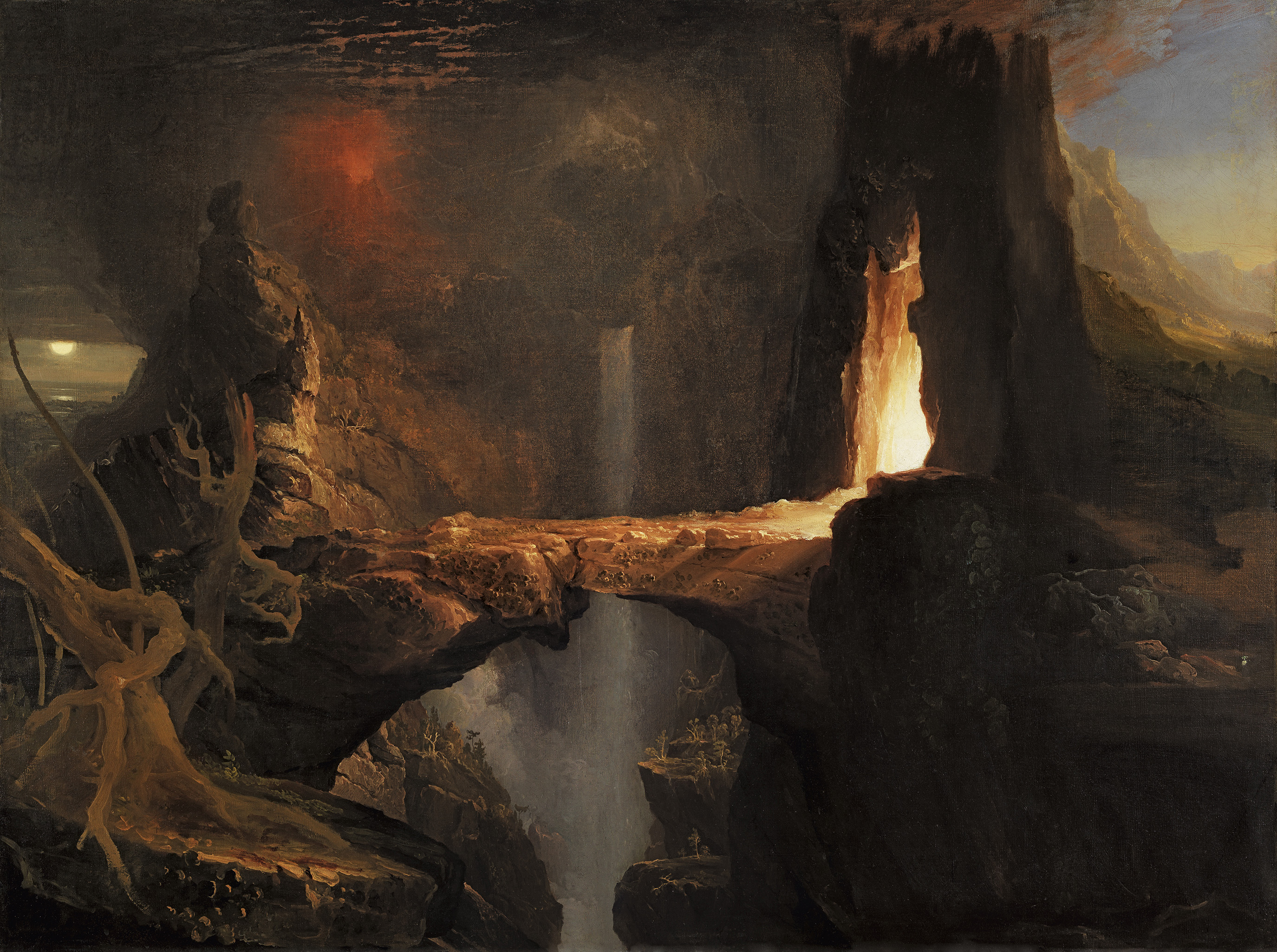
Expulsión. Luna y luz de fuego (1828), de Thomas Cole, Museo Thyssen-Bornemisza, Madrid
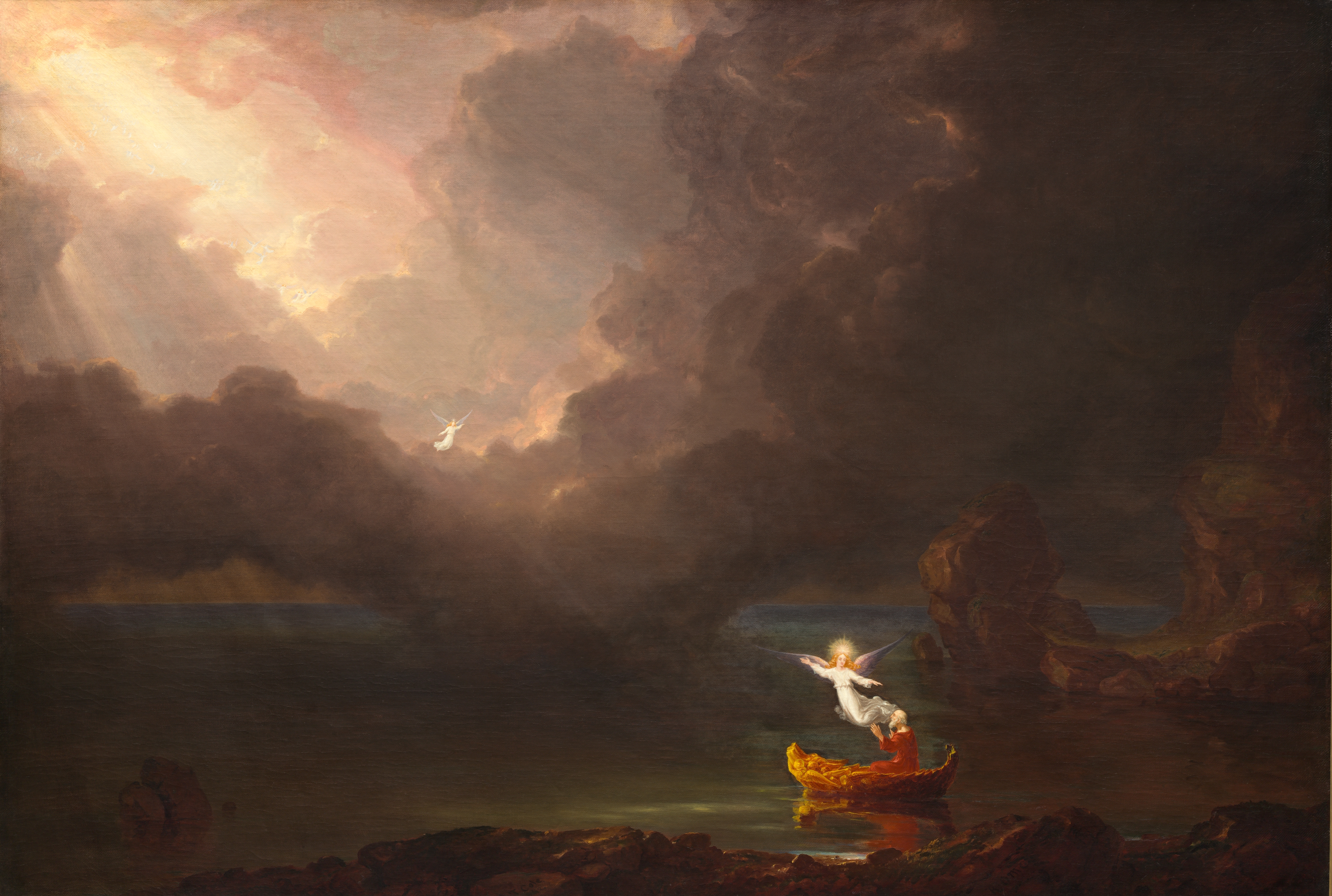
El viaje de la vida: Vejez (1842), de Thomas Cole, National Gallery of Art, Washington D.C.
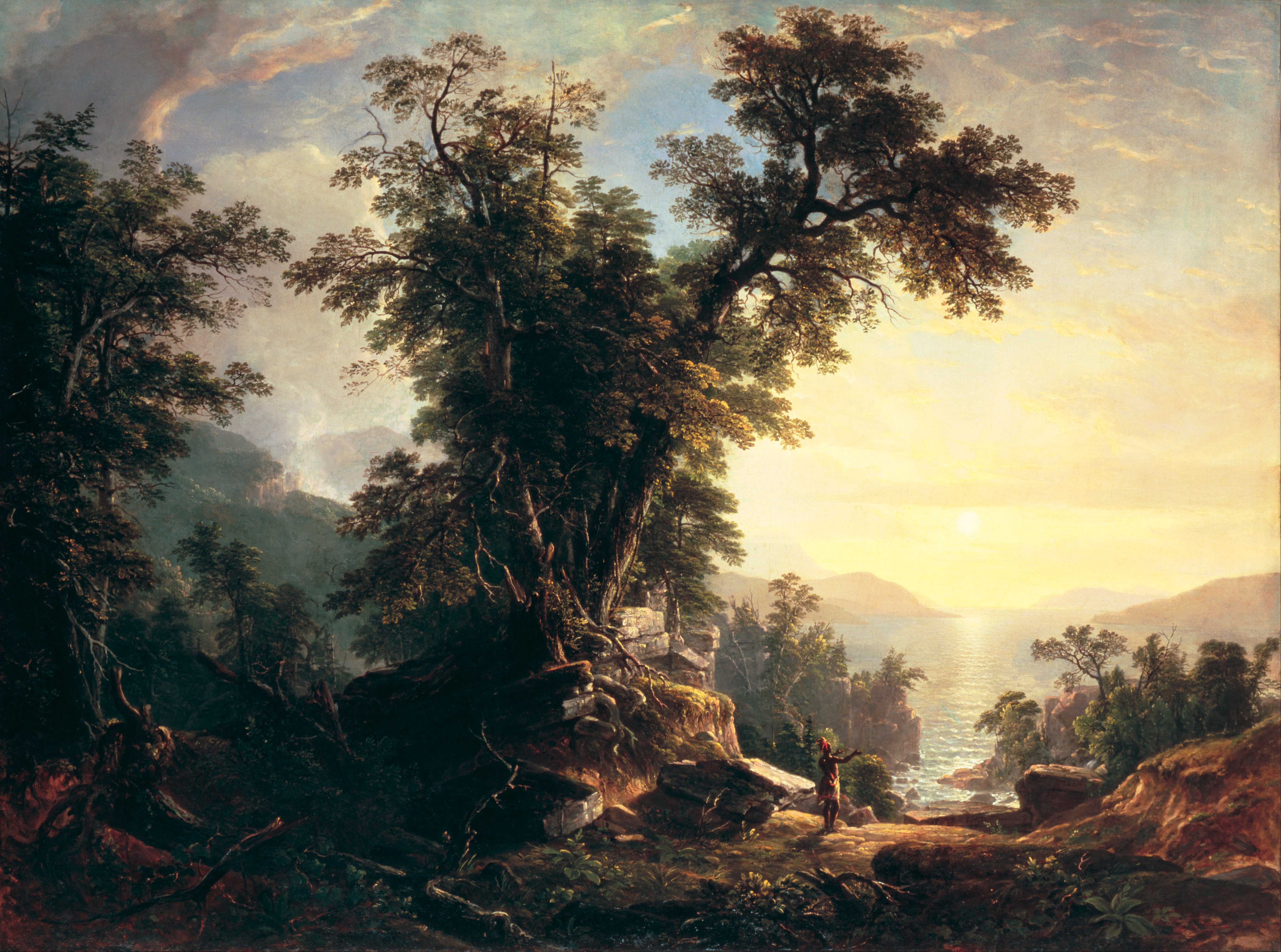
Las vísperas del indio (1847), de Asher Brown Durand, Casa Blanca, Washington D.C.
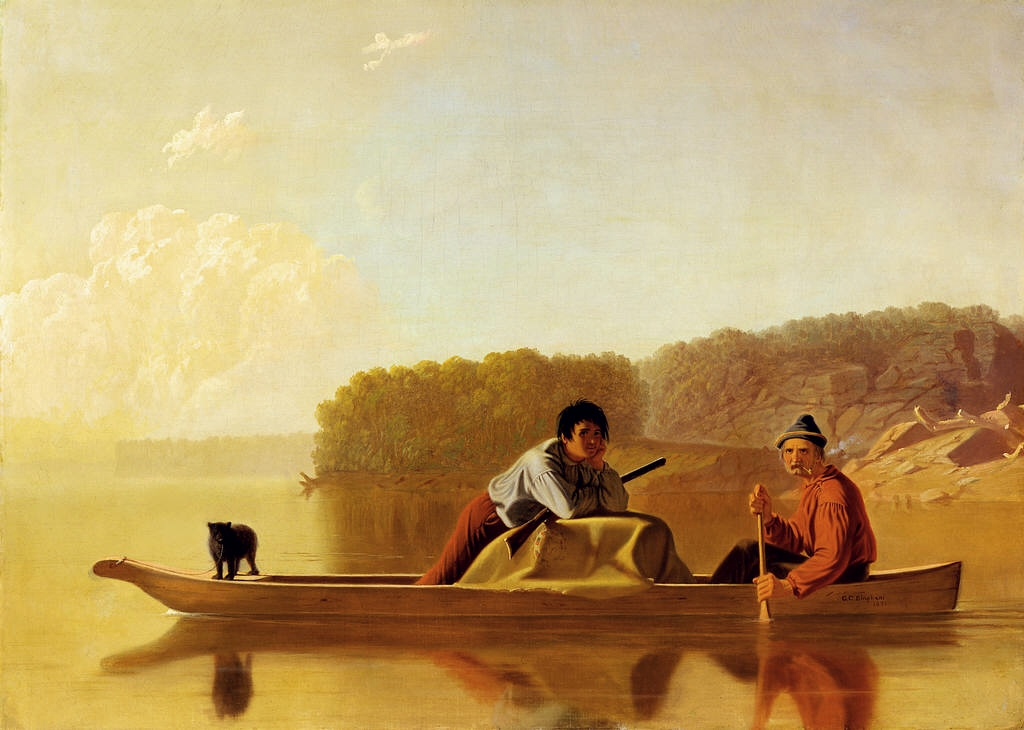
El retorno de los tramperos (1851), de George Caleb Bingham, Detroit Institute of Arts
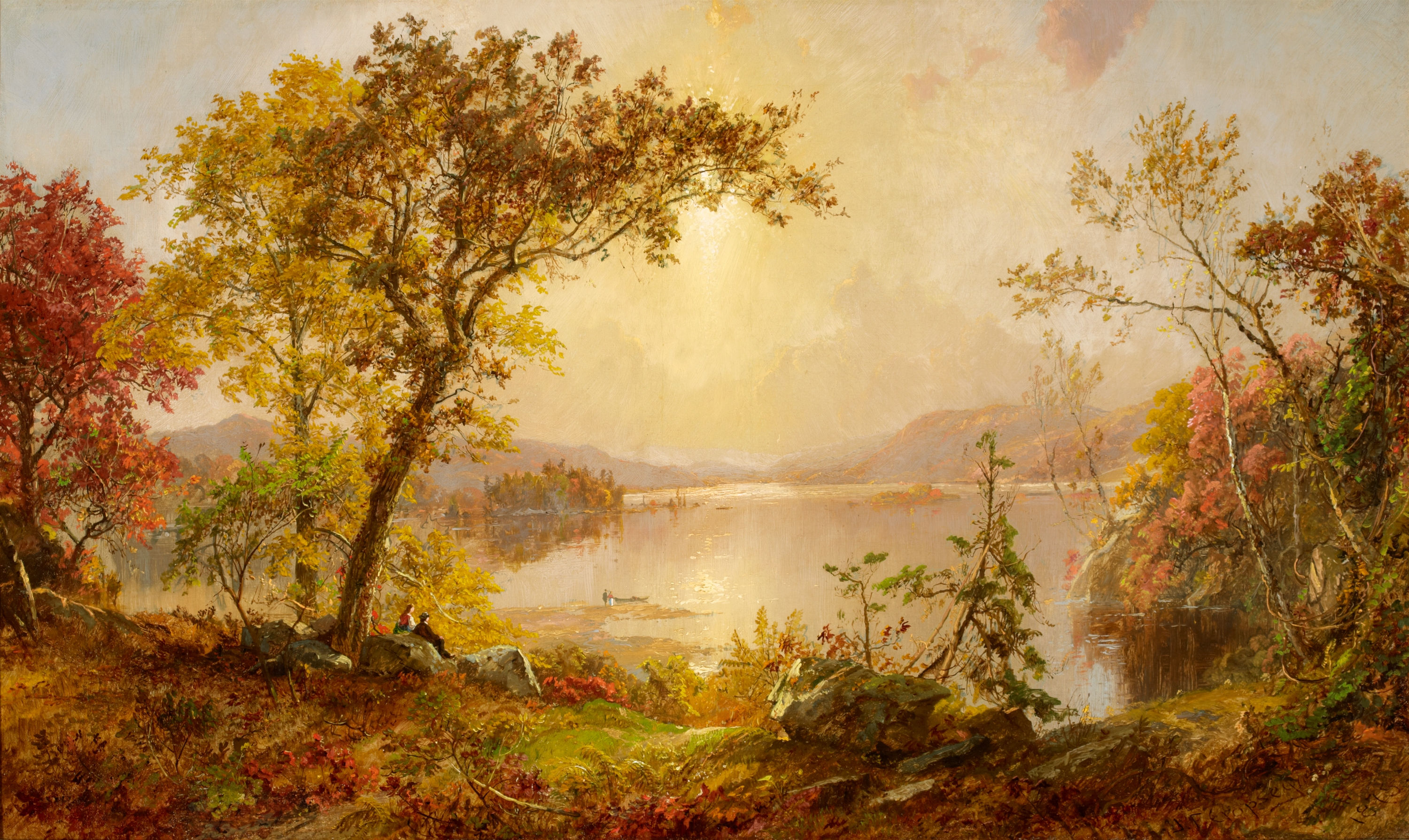
Otoño en el río Hudson (1860), de Jasper Francis Cropsey
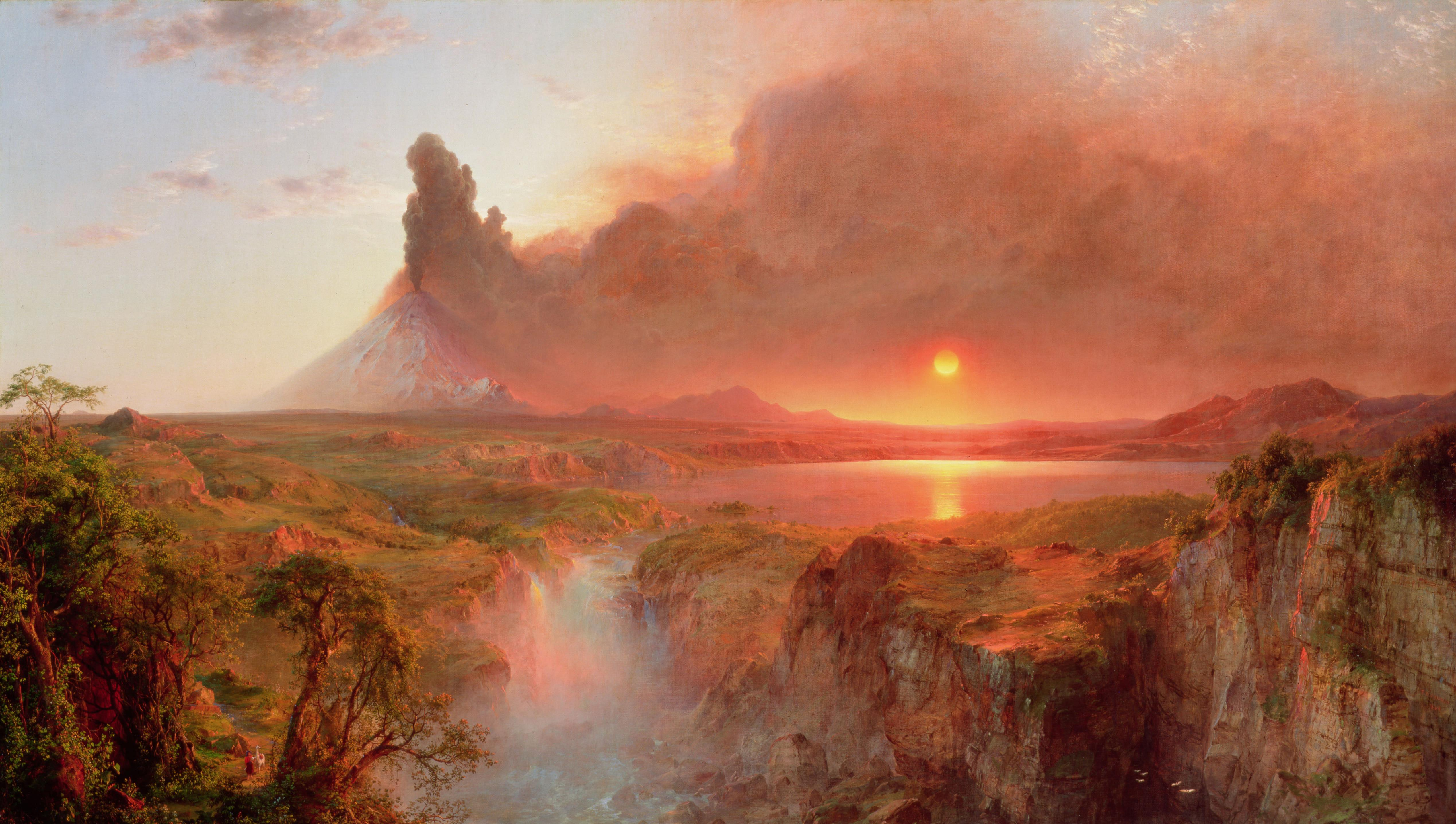
Cotopaxi (1862), de Frederic Edwin Church, Detroit Institute of Arts
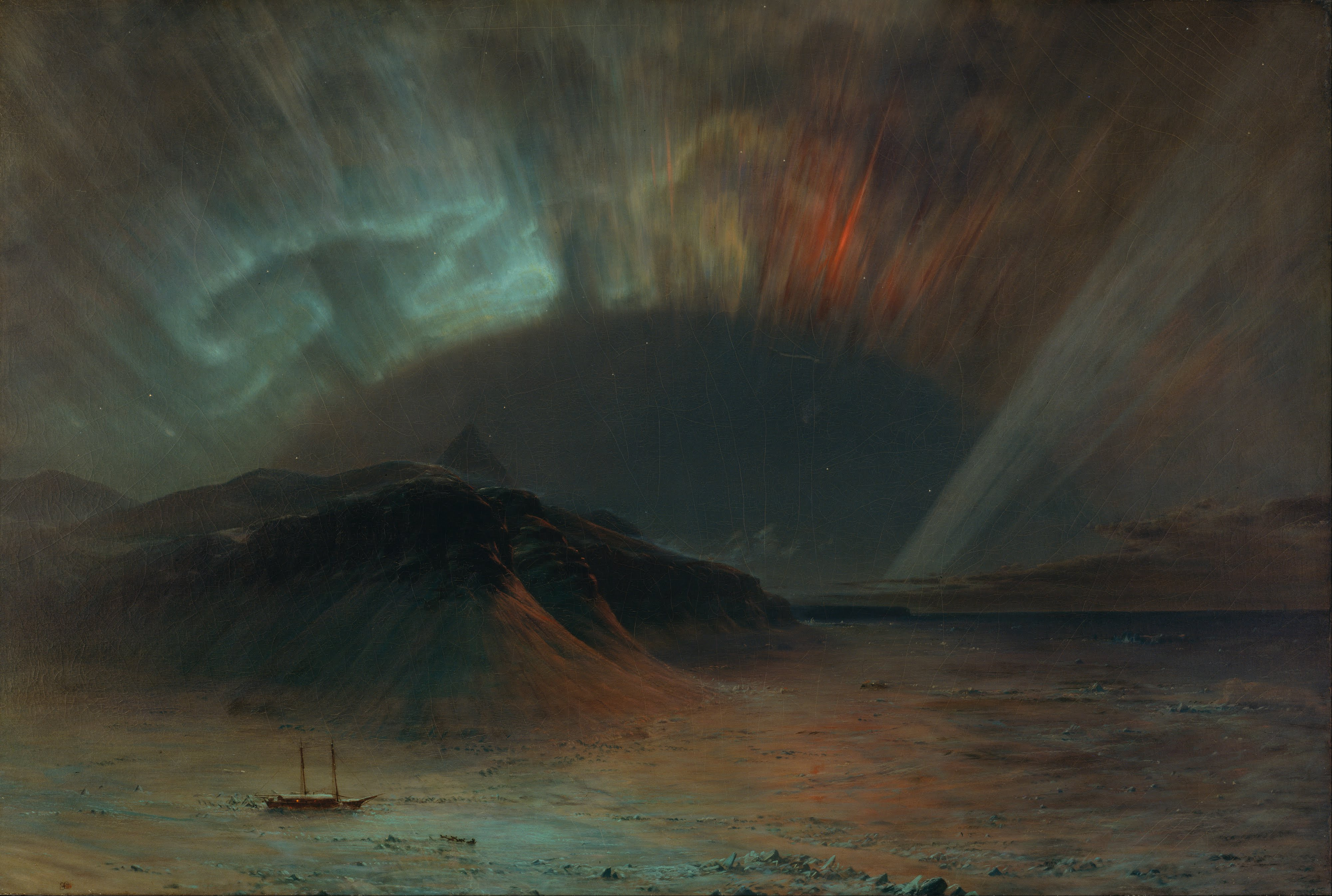
Aurora boreal (1865), de Frederic Edwin Church, Museo Smithsoniano de Arte Americano, Washington D. C.
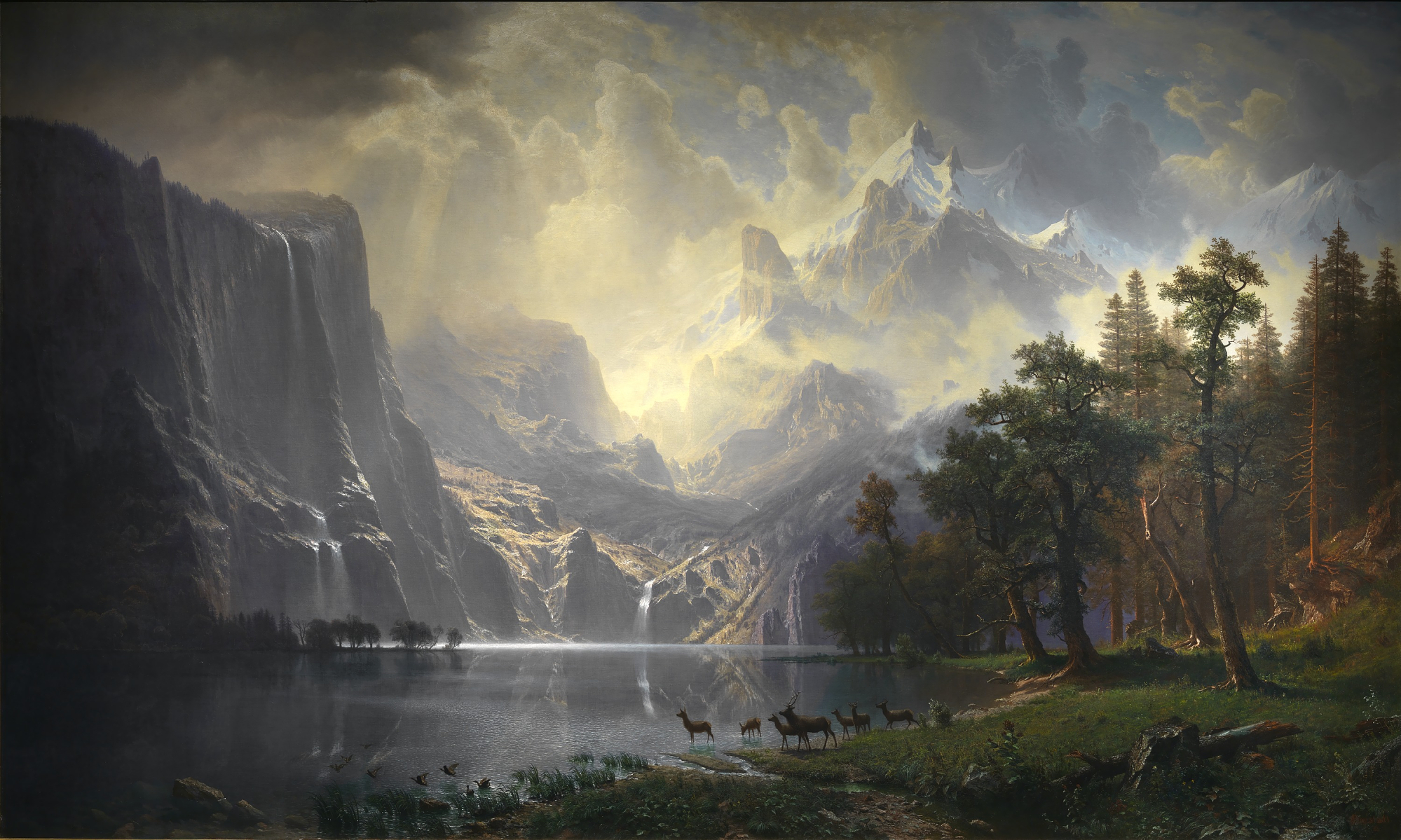
En las montañas de Sierra Nevada en California (1868), de Albert Bierstadt, Museo Smithsoniano de Arte Americano, Washington D. C.
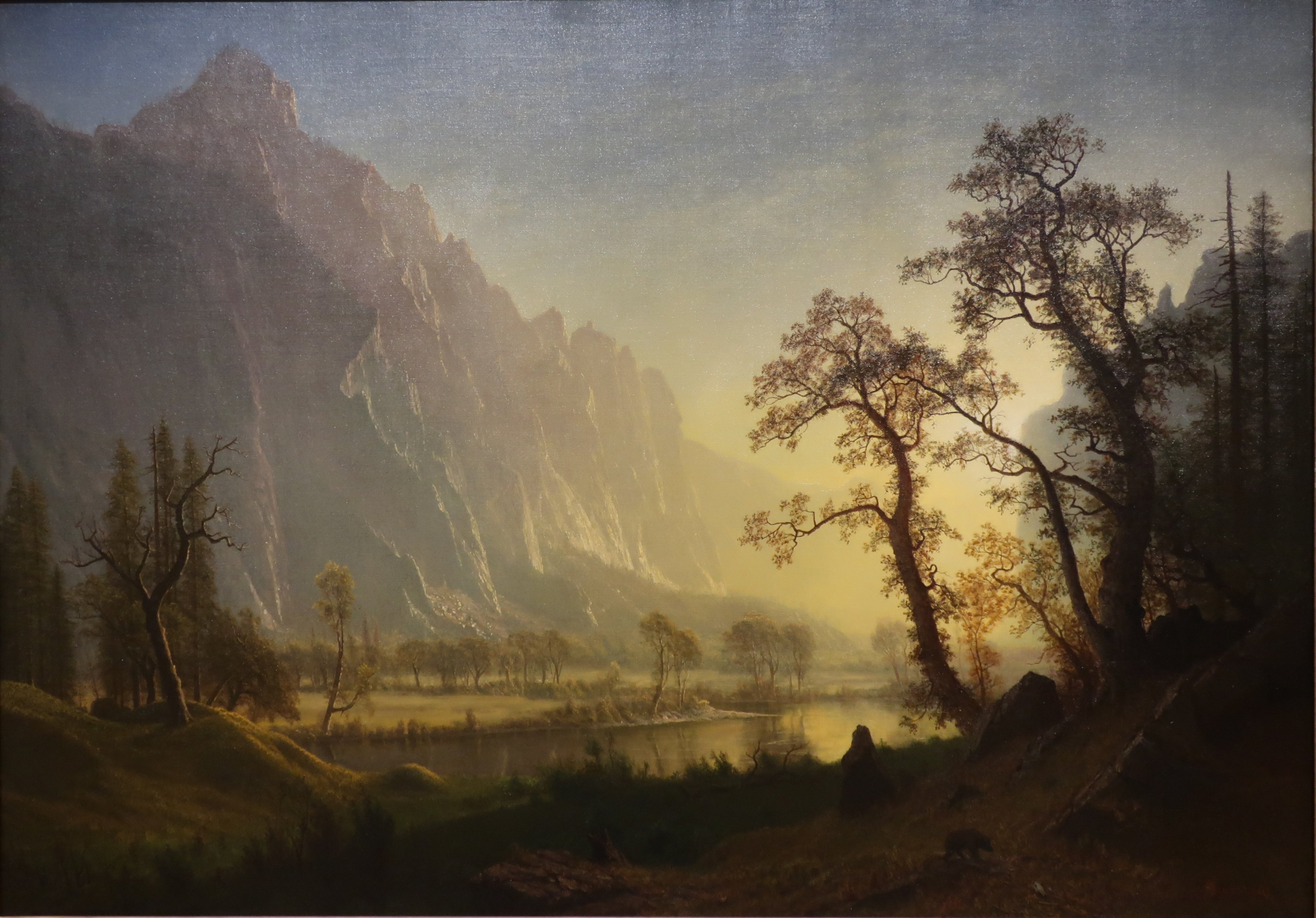
Amanecer, valle de Yosemite (1870), de Albert Bierstadt, Museo Amon Carter, Fort Worth, Texas
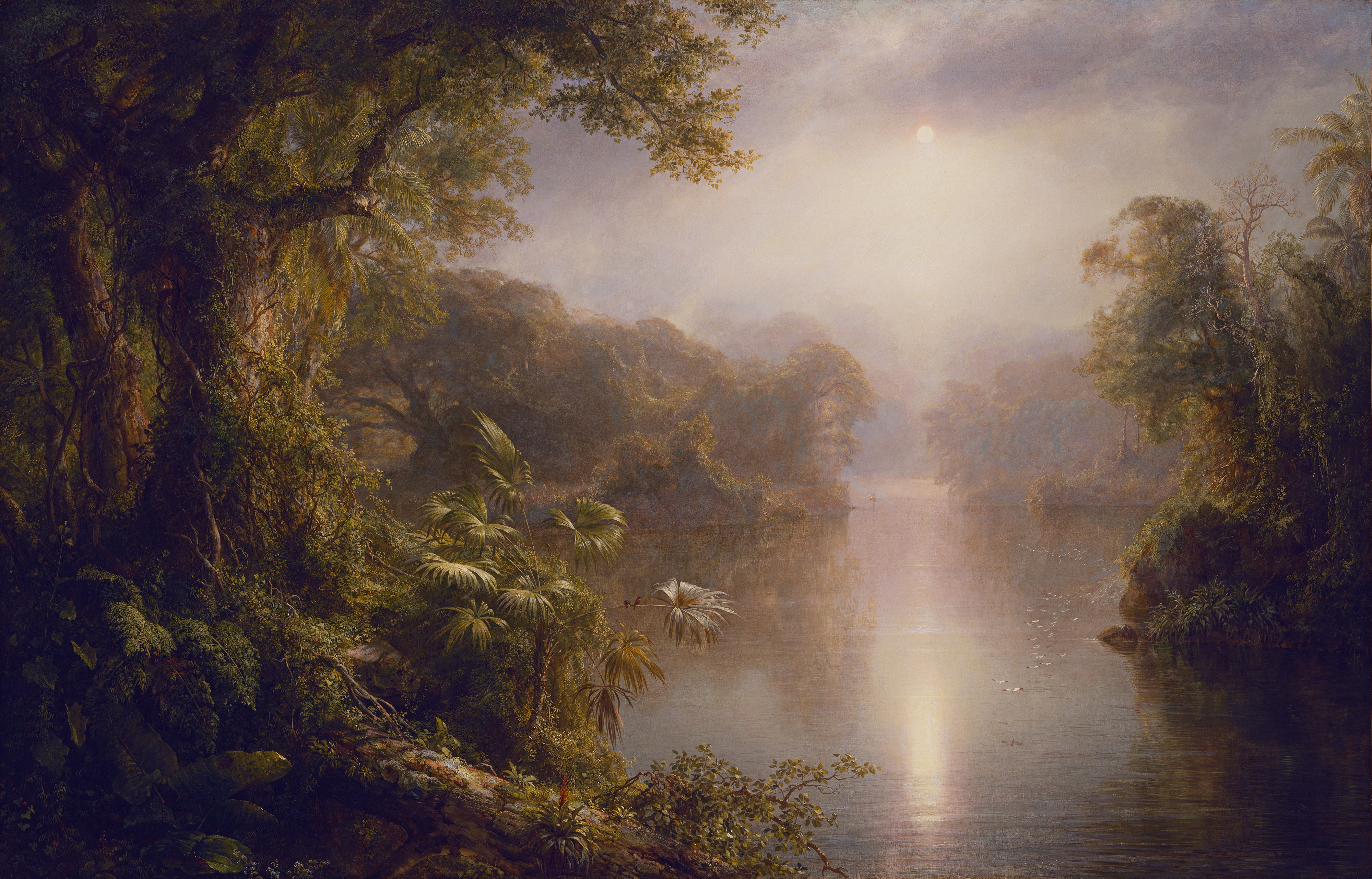
El río de luz (1877), de Frederic Edwin Church, National Gallery of Art, Washington D. C.